# Великий відступ (1914)
Не варто плутати з Великим відступом російської імператорської армії на Східному фронті під час війни
Великий відступ (1914) (англ. Great Retreat; фр. Grande Retraite) (24 серпня — 28 вересня 1914) — оборонна операція військ Антанти, що мала місце на початку Першої світової війни, коли після зазнаних поразок у битвах біля Шарлеруа та Монса, франко-британські війська під ударами німецьких військ відступили від державного кордону Франції на рубіж річки Марна.
Відповідно до замислу плану Шліффена, німецька армія намагалася обійти франко-британські війська з флангу та оточити ті формування, що чинили опір, і таким чином швидко вивести Францію з війни, але це військам кайзера зробити не вдалося. Французька армія і британський експедиційний корпус, стримуючи супротивника ар'єргардними боями, були змушені поступово відходити від французько-бельгійського кордону вглиб території Франції. Організувавши врешті-решт рубіж оборони поздовж лінії річки Марна, союзники зуміли зупинити німців у битві на Марні та відкинути їх на північ, на річку Ена.
Змучені безперервними боями, атаками та контратаками, й важкими втратами, які зазнавали усі учасники, обидві сторони почали обкопуватися і розширювати свої траншеї вздовж лінії фронту, де після тривалого періоду боїв фронт остаточно надовго стабілізувався.
В результаті відступу союзних військ німецька армія окупувала значну територію північної Франції, проте головної мети — опанування Парижа, вона не досягла. Велика війна поступово перейшла в стадію «позиційної» або «траншейної війни».